# Ramón I de Ribagorza y Pallars
Ramón I de Ribagorza y Pallars (m. c. 920). Conde de Ribagorza y de Pallars (872-920). Hijo de Lope de Bigorra y de Faquilena de Roergue, hija de Ramón I de Tolosa.
En el año 872, el conde Ramón I se proclamó independiente en Ribagorza y Pallars. En 884 buscó alianzas de paz con los gobernantes Banu Qasi de Huesca y Zaragoza e inició una labor de reconquista de los territorios al sur de Ribagorza y Pallars mediante la construcción de fortificaciones en Leovalles, Castellosu y Lemiñano. Asimismo, buscó alianzas con los Reyes de Pamplona, de lo que fue fruto el matrimonio de su hermana Dadildis con García Jiménez, iniciador de la dinastía real Jiménez de Pamplona.
Constituyó un nuevo obispado en 888 segregándose de la diócesis de Urgel, diócesis que con el tiempo acabaría teniendo su sede en Roda, cuya catedral fue consagrada en 956. El primer obispo fue Adulfo de Pallars.
En 905 promovió junto con Alfonso III de Asturias y Abd Allah ibn Lope ibn Qasi un golpe armado contra el rey Fortún Garcés de Pamplona en favor de su yerno Sancho Garcés I de Pamplona que supuso el definitivo desplazamiento de la dinastía Íñiga del trono pamplonés.
En 908 Ramón I fue atacado y derrotado por Muhammad al-Tawil, gobernador de Huesca, que a través del valle del Isábena se apropió de Roda, que sería recuperada en 915 con el apoyo del conde Bernardo Unifredo.
A su muerte sus dominios fueron repartidos entre sus hijos mayores: Bernardo recibió Ribagorza e Isarno, Pallars.

## Nupcias y descendientes
Se casó en primeras nupcias con una dama de origen desconocido llamada Guinigenta. De este matrimonio nacieron:
- Bernardo (fallecido después de 956), conde de Ribagorza junto a su hermano Miró.
- Isarno (fallecido después de 953), conde de Pallars.
- Lope (fallecido hacia 947), conde de Pallars.
- Atón de Bigorra, obispo de Pallars
- Miró (fallecido después de 955), conde de Ribagorza junto a su hermano Bernardo.
- Ava

En segundas nupcias contrae matrimonio con la hija del caudillo musulmán Mutarrif ibn Lope, de cuya unión no hubo hijos.
| Predecesor: Condes de Tolosa | Conde de Ribagorza 872-920 | Sucesor: Bernardo I y Miró I |
| Predecesor: Condes de Tolosa | Conde de Pallars 872-920   | Sucesor: Isarn I y Lope I    |